# Colón, Putumayo
Colón là một khu tự quản thuộc tỉnh Putumayo, Colombia. Thủ phủ của khu tự quản Colón đóng tại Colón Khu tự quản Colón có diện tích 102 ki lô mét vuông. Đến thời điểm ngày 28 tháng 5 năm 2005, khu tự quản Colón có dân số 3402 người.